# Eleições autárquicas portuguesas de 1979 no distrito de Viseu
| Eleições autárquicas portuguesas de 1979 Distritos: Aveiro \| Beja \| Braga \| Bragança \| Castelo Branco \| Coimbra \| Évora \| Faro \| Guarda \| Leiria \| Lisboa \| Portalegre \| Porto \| Santarém \| Setúbal \| Viana do Castelo \| Vila Real \| Viseu \| Açores \| Madeira |

## Resultados por concelho
Os resultados nos concelhos do distrito de Viseu foram os seguintes:

### Armamar
| Partido                 | Partido                   | Votos | %               | +/-  | Vereadores | +/-     |
| ----------------------- | ------------------------- | ----- | --------------- | ---- | ---------- | ------- |
|                         | Aliança Democrática       | 3 187 | 73,74 / 100,00  | Novo | 4 / 5      | Novo    |
|                         | Partido Socialista        | 707   | 16,36 / 100,00  | -    | 1 / 5      | -       |
|                         | Aliança Povo Unido        | 234   | 5,41 / 100,00   | 2,25 | 0 / 5      | Estável |
|                         | União Democrática Popular | 89    | 2,06 / 100,00   | -    | 0 / 5      | -       |
| Votos Inválidos         | Votos Inválidos           | 105   | 2,43 / 100,00   | 3,49 |            |         |
| Total                   | Total                     | 4 322 | 100,00 / 100,00 |      | 5 / 5      |         |
| Eleitorado/Participação | Eleitorado/Participação   | 6 162 | 70,14 / 100,00  | 8,25 |            |         |

### Carregal do Sal
| Partido                 | Partido                   | Votos | %               | +/-   | Vereadores | +/-     |
| ----------------------- | ------------------------- | ----- | --------------- | ----- | ---------- | ------- |
|                         | Aliança Democrática       | 3 807 | 74,44 / 100,00  | Novo  | 4 / 5      | Novo    |
|                         | Partido Socialista        | 876   | 17,13 / 100,00  | -     | 1 / 5      | -       |
|                         | Aliança Povo Unido        | 247   | 4,83 / 100,00   | 2,31  | 0 / 5      | Estável |
|                         | União Democrática Popular | 65    | 1,27 / 100,00   | -     | 0 / 5      | -       |
| Votos Inválidos         | Votos Inválidos           | 119   | 2,33 / 100,00   | 3,05  |            |         |
| Total                   | Total                     | 5 114 | 100,00 / 100,00 |       | 5 / 5      |         |
| Eleitorado/Participação | Eleitorado/Participação   | 8 033 | 63,66 / 100,00  | 12,72 |            |         |

### Castro Daire
| Partido                 | Partido                  | Votos  | %               | +/-   | Vereadores | +/-     |
| ----------------------- | ------------------------ | ------ | --------------- | ----- | ---------- | ------- |
|                         | Partido Social Democrata | 6 243  | 67,30 / 100,00  | 14,36 | 6 / 7      | 2       |
|                         | Partido Socialista       | 2 037  | 21,96 / 100,00  | 1,40  | 1 / 7      | 1       |
|                         | Aliança Povo Unido       | 410    | 4,42 / 100,00   | 1,34  | 0 / 7      | Estável |
|                         | UEDS                     | 209    | 2,25 / 100,00   | Novo  | 0 / 7      | Novo    |
| Votos Inválidos         | Votos Inválidos          | 377    | 4,06 / 100,00   | 2,40  |            |         |
| Total                   | Total                    | 9 276  | 100,00 / 100,00 |       | 7 / 7      |         |
| Eleitorado/Participação | Eleitorado/Participação  | 13 838 | 67,03 / 100,00  | 7,82  |            |         |

### Cinfães
| Partido                 | Partido                   | Votos  | %               | +/-   | Vereadores | +/-     |
| ----------------------- | ------------------------- | ------ | --------------- | ----- | ---------- | ------- |
|                         | Partido Social Democrata  | 5 102  | 45,46 / 100,00  | -     | 4 / 7      | -       |
|                         | Partido Socialista        | 2 512  | 22,38 / 100,00  | 23,02 | 2 / 7      | 2       |
|                         | Centro Democrático Social | 2 344  | 20,88 / 100,00  | 23,44 | 1 / 7      | 2       |
|                         | Aliança Povo Unido        | 754    | 6,72 / 100,00   | 2,42  | 0 / 7      | Estável |
| Votos Inválidos         | Votos Inválidos           | 512    | 4,56 / 100,00   | 1,41  |            |         |
| Total                   | Total                     | 11 224 | 100,00 / 100,00 |       | 7 / 7      |         |
| Eleitorado/Participação | Eleitorado/Participação   | 16 973 | 66,13 / 100,00  | 9,85  |            |         |

### Lamego
| Partido                 | Partido                   | Votos  | %               | +/-   | Vereadores | +/-     |
| ----------------------- | ------------------------- | ------ | --------------- | ----- | ---------- | ------- |
|                         | Partido Social Democrata  | 7 023  | 48,30 / 100,00  | 15,43 | 4 / 7      | 1       |
|                         | Partido Socialista        | 3 396  | 23,36 / 100,00  | 2,20  | 2 / 7      | Estável |
|                         | Centro Democrático Social | 2 740  | 18,85 / 100,00  | 11,18 | 1 / 7      | 1       |
|                         | Aliança Povo Unido        | 858    | 5,90 / 100,00   | 1,08  | 0 / 7      | Estável |
| Votos Inválidos         | Votos Inválidos           | 522    | 3,59 / 100,00   | 4,38  |            |         |
| Total                   | Total                     | 14 539 | 100,00 / 100,00 |       | 7 / 7      |         |
| Eleitorado/Participação | Eleitorado/Participação   | 20 776 | 69,98 / 100,00  | 14,13 |            |         |

### Mangualde
| Partido                 | Partido                   | Votos  | %               | +/-   | Vereadores | +/-     |
| ----------------------- | ------------------------- | ------ | --------------- | ----- | ---------- | ------- |
|                         | Partido Socialista        | 2 629  | 26,98 / 100,00  | 2,85  | 2 / 7      | Estável |
|                         | Partido Social Democrata  | 2 618  | 26,87 / 100,00  | 5,29  | 2 / 7      | Estável |
|                         | Centro Democrático Social | 2 594  | 26,62 / 100,00  | 12,11 | 2 / 7      | 1       |
|                         | Aliança Povo Unido        | 1 615  | 16,58 / 100,00  | 11,81 | 1 / 7      | 1       |
| Votos Inválidos         | Votos Inválidos           | 287    | 2,95 / 100,00   | 2,14  |            |         |
| Total                   | Total                     | 9 743  | 100,00 / 100,00 |       | 7 / 7      |         |
| Eleitorado/Participação | Eleitorado/Participação   | 15 018 | 64,88 / 100,00  | 9,44  |            |         |

### Moimenta da Beira
| Partido                 | Partido                   | Votos | %               | +/-   | Vereadores | +/-     |
| ----------------------- | ------------------------- | ----- | --------------- | ----- | ---------- | ------- |
|                         | Partido Social Democrata  | 2 462 | 39,04 / 100,00  | 3,33  | 2 / 5      | Estável |
|                         | Centro Democrático Social | 2 159 | 34,24 / 100,00  | 5,01  | 2 / 5      | Estável |
|                         | Partido Socialista        | 978   | 15,51 / 100,00  | 1,10  | 1 / 5      | Estável |
|                         | Aliança Povo Unido        | 427   | 6,77 / 100,00   | 1,49  | 0 / 5      | Estável |
| Votos Inválidos         | Votos Inválidos           | 280   | 4,44 / 100,00   | 1,29  |            |         |
| Total                   | Total                     | 6 306 | 100,00 / 100,00 |       | 5 / 5      |         |
| Eleitorado/Participação | Eleitorado/Participação   | 8 488 | 74,29 / 100,00  | 11,89 |            |         |

### Mortágua
| Partido                 | Partido                  | Votos | %               | +/-   | Vereadores | +/-     |
| ----------------------- | ------------------------ | ----- | --------------- | ----- | ---------- | ------- |
|                         | Partido Social Democrata | 2 984 | 65,25 / 100,00  | 12,89 | 4 / 5      | Estável |
|                         | Partido Socialista       | 1 061 | 23,20 / 100,00  | 2,62  | 1 / 5      | Estável |
|                         | Aliança Povo Unido       | 391   | 8,55 / 100,00   | 0,53  | 0 / 5      | Estável |
| Votos Inválidos         | Votos Inválidos          | 137   | 2,99 / 100,00   | 1,67  |            |         |
| Total                   | Total                    | 4 573 | 100,00 / 100,00 |       | 5 / 5      |         |
| Eleitorado/Participação | Eleitorado/Participação  | 8 144 | 56,15 / 100,00  | 8,91  |            |         |

### Nelas
| Partido                 | Partido                   | Votos  | %               | +/-   | Vereadores | +/-     |
| ----------------------- | ------------------------- | ------ | --------------- | ----- | ---------- | ------- |
|                         | Aliança Democrática       | 3 688  | 53,82 / 100,00  | Novo  | 4 / 7      | Novo    |
|                         | Partido Socialista        | 2 325  | 33,93 / 100,00  | 6,69  | 3 / 7      | 1       |
|                         | Aliança Povo Unido        | 540    | 7,88 / 100,00   | 0,86  | 0 / 7      | Estável |
|                         | União Democrática Popular | 76     | 1,11 / 100,00   | -     | 0 / 7      | -       |
|                         | PCTP/MRPP                 | 62     | 0,90 / 100,00   | -     | 0 / 7      | -       |
| Votos Inválidos         | Votos Inválidos           | 162    | 2,36 / 100,00   | 8,79  |            |         |
| Total                   | Total                     | 6 853  | 100,00 / 100,00 |       | 7 / 7      | 2       |
| Eleitorado/Participação | Eleitorado/Participação   | 10 288 | 66,61 / 100,00  | 19,07 |            |         |

### Oliveira de Frades
| Partido                 | Partido                 | Votos | %               | +/-  | Vereadores | +/-     |
| ----------------------- | ----------------------- | ----- | --------------- | ---- | ---------- | ------- |
|                         | Aliança Democrática     | 4 416 | 84,21 / 100,00  | Novo | 5 / 5      | Novo    |
|                         | Partido Socialista      | 427   | 8,14 / 100,00   | 1,31 | 0 / 5      | Estável |
|                         | Aliança Povo Unido      | 246   | 4,69 / 100,00   | 0,55 | 0 / 5      | Estável |
| Votos Inválidos         | Votos Inválidos         | 155   | 2,95 / 100,00   | 1,18 |            |         |
| Total                   | Total                   | 5 244 | 100,00 / 100,00 |      | 5 / 5      |         |
| Eleitorado/Participação | Eleitorado/Participação | 7 365 | 71,20 / 100,00  | 2,71 |            |         |

### Penalva do Castelo
| Partido                 | Partido                   | Votos | %               | +/-   | Vereadores | +/-     |
| ----------------------- | ------------------------- | ----- | --------------- | ----- | ---------- | ------- |
|                         | Centro Democrático Social | 2 941 | 66,21 / 100,00  | 32,30 | 4 / 5      | 2       |
|                         | Partido Socialista        | 1 041 | 23,44 / 100,00  | 9,67  | 1 / 5      | 1       |
|                         | Aliança Povo Unido        | 241   | 5,43 / 100,00   | 2,96  | 0 / 5      | Estável |
| Votos Inválidos         | Votos Inválidos           | 219   | 4,93 / 100,00   | 1,48  |            |         |
| Total                   | Total                     | 4 442 | 100,00 / 100,00 |       | 5 / 5      |         |
| Eleitorado/Participação | Eleitorado/Participação   | 7 152 | 62,11 / 100,00  | 4,57  |            |         |

### Penedono
| Partido                 | Partido                 | Votos | %               | +/-   | Vereadores | +/-     |
| ----------------------- | ----------------------- | ----- | --------------- | ----- | ---------- | ------- |
|                         | Aliança Democrática     | 1 197 | 53,65 / 100,00  | Novo  | 3 / 5      | Novo    |
|                         | Partido Socialista      | 823   | 36,89 / 100,00  | 1,82  | 2 / 5      | Estável |
|                         | Aliança Povo Unido      | 121   | 5,42 / 100,00   | 0,21  | 0 / 5      | Estável |
| Votos Inválidos         | Votos Inválidos         | 90    | 4,03 / 100,00   | 4,48  |            |         |
| Total                   | Total                   | 2 231 | 100,00 / 100,00 |       | 5 / 5      |         |
| Eleitorado/Participação | Eleitorado/Participação | 2 950 | 75,63 / 100,00  | 10,35 |            |         |

### Resende
| Partido                 | Partido                   | Votos | %               | +/-   | Vereadores | +/-     |
| ----------------------- | ------------------------- | ----- | --------------- | ----- | ---------- | ------- |
|                         | Partido Social Democrata  | 4 499 | 66,47 / 100,00  | 27,11 | 4 / 5      | 2       |
|                         | Partido Socialista        | 1 308 | 19,33 / 100,00  | 15,88 | 1 / 5      | 1       |
|                         | Centro Democrático Social | 471   | 6,96 / 100,00   | 8,27  | 0 / 5      | 1       |
|                         | Aliança Povo Unido        | 176   | 2,60 / 100,00   | 1,02  | 0 / 5      | Estável |
| Votos Inválidos         | Votos Inválidos           | 314   | 4,64 / 100,00   | 1,93  |            |         |
| Total                   | Total                     | 6 768 | 100,00 / 100,00 |       | 5 / 5      |         |
| Eleitorado/Participação | Eleitorado/Participação   | 9 940 | 68,09 / 100,00  | 8,34  |            |         |

### Santa Comba Dão
| Partido                 | Partido                 | Votos | %               | +/-     | Vereadores | +/-     |
| ----------------------- | ----------------------- | ----- | --------------- | ------- | ---------- | ------- |
|                         | Aliança Democrática     | 3 381 | 48,63 / 100,00  | Novo    | 3 / 5      | Novo    |
|                         | Partido Socialista      | 3 277 | 47,14 / 100,00  | 3,51    | 2 / 5      | Estável |
|                         | Aliança Povo Unido      | 129   | 1,86 / 100,00   | Estável | 0 / 5      | Estável |
| Votos Inválidos         | Votos Inválidos         | 165   | 2,37 / 100,00   | 2,97    |            |         |
| Total                   | Total                   | 6 952 | 100,00 / 100,00 |         | 5 / 5      |         |
| Eleitorado/Participação | Eleitorado/Participação | 9 473 | 73,39 / 100,00  | 16,26   |            |         |

### São João da Pesqueira
| Partido                 | Partido                   | Votos | %               | +/-   | Vereadores | +/-     |
| ----------------------- | ------------------------- | ----- | --------------- | ----- | ---------- | ------- |
|                         | Centro Democrático Social | 3 097 | 64,32 / 100,00  | 2,93  | 4 / 5      | Estável |
|                         | Partido Social Democrata  | 994   | 20,64 / 100,00  | 4,35  | 1 / 5      | Estável |
|                         | Aliança Povo Unido        | 413   | 8,58 / 100,00   | 4,26  | 0 / 5      | Estável |
| Votos Inválidos         | Votos Inválidos           | 311   | 6,46 / 100,00   | 1,27  |            |         |
| Total                   | Total                     | 4 815 | 100,00 / 100,00 |       | 5 / 5      |         |
| Eleitorado/Participação | Eleitorado/Participação   | 6 859 | 70,20 / 100,00  | 12,81 |            |         |

### São Pedro do Sul
| Partido                 | Partido                   | Votos  | %               | +/-   | Vereadores | +/-     |
| ----------------------- | ------------------------- | ------ | --------------- | ----- | ---------- | ------- |
|                         | Partido Social Democrata  | 4 897  | 45,81 / 100,00  | 14,89 | 4 / 7      | 1       |
|                         | Partido Socialista        | 2 179  | 20,39 / 100,00  | 0,06  | 1 / 7      | Estável |
|                         | Centro Democrático Social | 1 970  | 18,43 / 100,00  | 14,75 | 1 / 7      | 2       |
|                         | Aliança Povo Unido        | 1 263  | 11,82 / 100,00  | 2,91  | 1 / 7      | 1       |
| Votos Inválidos         | Votos Inválidos           | 380    | 3,56 / 100,00   | 3,10  |            |         |
| Total                   | Total                     | 10 689 | 100,00 / 100,00 |       | 7 / 7      |         |
| Eleitorado/Participação | Eleitorado/Participação   | 15 014 | 71,19 / 100,00  | 10,18 |            |         |

### Sátão
| Partido                 | Partido                   | Votos | %               | +/-   | Vereadores | +/-     |
| ----------------------- | ------------------------- | ----- | --------------- | ----- | ---------- | ------- |
|                         | Centro Democrático Social | 4 803 | 77,73 / 100,00  | 24,28 | 4 / 5      | 1       |
|                         | Partido Socialista        | 1 014 | 16,41 / 100,00  | 6,70  | 1 / 5      | 1       |
|                         | Aliança Povo Unido        | 147   | 2,38 / 100,00   | 0,82  | 0 / 5      | Estável |
| Votos Inválidos         | Votos Inválidos           | 215   | 3,48 / 100,00   | 1,53  |            |         |
| Total                   | Total                     | 6 179 | 100,00 / 100,00 |       | 5 / 5      |         |
| Eleitorado/Participação | Eleitorado/Participação   | 8 739 | 70,71 / 100,00  | 4,99  |            |         |

### Sernancelhe
| Partido                 | Partido                 | Votos | %               | +/-   | Vereadores | +/-     |
| ----------------------- | ----------------------- | ----- | --------------- | ----- | ---------- | ------- |
|                         | Aliança Democrática     | 2 968 | 79,72 / 100,00  | 12,53 | 5 / 5      | 1       |
|                         | Partido Socialista      | 577   | 15,50 / 100,00  | 10,06 | 0 / 5      | 1       |
|                         | Aliança Povo Unido      | 53    | 1,42 / 100,00   | 0,74  | 0 / 5      | Estável |
| Votos Inválidos         | Votos Inválidos         | 125   | 3,36 / 100,00   | 1,72  |            |         |
| Total                   | Total                   | 3 723 | 100,00 / 100,00 |       | 5 / 5      |         |
| Eleitorado/Participação | Eleitorado/Participação | 4 985 | 74,68 / 100,00  | 4,87  |            |         |

### Tabuaço
| Partido                 | Partido                   | Votos | %               | +/-   | Vereadores | +/-     |
| ----------------------- | ------------------------- | ----- | --------------- | ----- | ---------- | ------- |
|                         | Centro Democrático Social | 2 687 | 60,26 / 100,00  | 29,37 | 4 / 5      | 2       |
|                         | Partido Social Democrata  | 979   | 21,96 / 100,00  | 28,08 | 1 / 5      | 2       |
|                         | Partido Socialista        | 306   | 6,86 / 100,00   | 2,38  | 0 / 5      | Estável |
|                         | Aliança Povo Unido        | 292   | 6,55 / 100,00   | 1,99  | 0 / 5      | Estável |
| Votos Inválidos         | Votos Inválidos           | 195   | 4,37 / 100,00   | 0,89  |            |         |
| Total                   | Total                     | 4 459 | 100,00 / 100,00 |       | 5 / 5      |         |
| Eleitorado/Participação | Eleitorado/Participação   | 5 829 | 76,50 / 100,00  | 11,92 |            |         |

### Tarouca
| Partido                 | Partido                 | Votos | %               | +/-   | Vereadores | +/-     |
| ----------------------- | ----------------------- | ----- | --------------- | ----- | ---------- | ------- |
|                         | Aliança Democrática     | 2 738 | 65,31 / 100,00  | Novo  | 4 / 5      | Novo    |
|                         | Aliança Povo Unido      | 1 105 | 26,36 / 100,00  | 8,02  | 1 / 5      | 1       |
|                         | Partido Socialista      | 193   | 4,60 / 100,00   | 0,24  | 0 / 5      | Estável |
| Votos Inválidos         | Votos Inválidos         | 156   | 3,73 / 100,00   | 3,35  |            |         |
| Total                   | Total                   | 4 192 | 100,00 / 100,00 |       | 5 / 5      |         |
| Eleitorado/Participação | Eleitorado/Participação | 5 769 | 72,66 / 100,00  | 10,08 |            |         |

### Tondela
| Partido                 | Partido                   | Votos  | %               | +/-  | Vereadores | +/-     |
| ----------------------- | ------------------------- | ------ | --------------- | ---- | ---------- | ------- |
|                         | Centro Democrático Social | 7 178  | 43,06 / 100,00  | 1,21 | 3 / 7      | Estável |
|                         | Partido Social Democrata  | 6 120  | 36,71 / 100,00  | 3,10 | 3 / 7      | Estável |
|                         | Partido Socialista        | 2 009  | 12,05 / 100,00  | 5,14 | 1 / 7      | Estável |
|                         | Aliança Povo Unido        | 707    | 4,24 / 100,00   | 1,94 | 0 / 7      | Estável |
| Votos Inválidos         | Votos Inválidos           | 657    | 3,95 / 100,00   | 1,10 |            |         |
| Total                   | Total                     | 16 671 | 100,00 / 100,00 |      | 7 / 7      |         |
| Eleitorado/Participação | Eleitorado/Participação   | 25 289 | 65,92 / 100,00  | 2,13 |            |         |

### Vila Nova de Paiva
| Partido                 | Partido                   | Votos | %               | +/-  | Vereadores | +/-     |
| ----------------------- | ------------------------- | ----- | --------------- | ---- | ---------- | ------- |
|                         | Partido Social Democrata  | 1 213 | 38,82 / 100,00  | 4,75 | 2 / 5      | Estável |
|                         | Centro Democrático Social | 1 088 | 34,82 / 100,00  | 6,19 | 2 / 5      | Estável |
|                         | Partido Socialista        | 530   | 16,96 / 100,00  | 7,30 | 1 / 5      | Estável |
|                         | União Democrática Popular | 86    | 2,75 / 100,00   | -    | 0 / 5      | -       |
|                         | Aliança Povo Unido        | 72    | 2,30 / 100,00   | 1,57 | 0 / 5      | Estável |
| Votos Inválidos         | Votos Inválidos           | 136   | 4,35 / 100,00   | 4,81 |            |         |
| Total                   | Total                     | 3 125 | 100,00 / 100,00 |      | 5 / 5      |         |
| Eleitorado/Participação | Eleitorado/Participação   | 4 339 | 72,02 / 100,00  | 9,41 |            |         |

### Viseu
| Partido                 | Partido                      | Votos  | %               | +/-  | Vereadores | +/-     |
| ----------------------- | ---------------------------- | ------ | --------------- | ---- | ---------- | ------- |
|                         | Centro Democrático Social    | 14 015 | 37,52 / 100,00  | 1,85 | 4 / 9      | Estável |
|                         | Partido Social Democrata     | 12 188 | 32,63 / 100,00  | 2,63 | 3 / 9      | Estável |
|                         | Partido Socialista           | 7 757  | 20,77 / 100,00  | 3,70 | 2 / 9      | Estável |
|                         | Aliança Povo Unido           | 1 702  | 4,56 / 100,00   | 0,12 | 0 / 9      | Estável |
|                         | Partido da Democracia Cristã | 339    | 0,91 / 100,00   | -    | 0 / 9      | -       |
|                         | União Democrática Popular    | 204    | 0,55 / 100,00   | -    | 0 / 9      | -       |
|                         | PCTP/MRPP                    | 131    | 0,35 / 100,00   | -    | 0 / 9      | -       |
| Votos Inválidos         | Votos Inválidos              | 1 018  | 2,73 / 100,00   | 2,68 |            |         |
| Total                   | Total                        | 37 354 | 100,00 / 100,00 |      | 9 / 9      |         |
| Eleitorado/Participação | Eleitorado/Participação      | 54 688 | 68,30 / 100,00  | 5,48 |            |         |

### Vouzela
| Partido                 | Partido                   | Votos | %               | +/-   | Vereadores | +/-     |
| ----------------------- | ------------------------- | ----- | --------------- | ----- | ---------- | ------- |
|                         | Partido Social Democrata  | 3 465 | 51,56 / 100,00  | 11,62 | 4 / 5      | 1       |
|                         | Centro Democrático Social | 1 562 | 23,24 / 100,00  | 9,20  | 1 / 5      | 1       |
|                         | Partido Socialista        | 819   | 12,19 / 100,00  | 0,13  | 0 / 5      | Estável |
|                         | Aliança Povo Unido        | 661   | 9,84 / 100,00   | 1,63  | 0 / 5      | Estável |
| Votos Inválidos         | Votos Inválidos           | 213   | 3,17 / 100,00   | 0,91  |            |         |
| Total                   | Total                     | 6 720 | 100,00 / 100,00 |       | 5 / 5      |         |
| Eleitorado/Participação | Eleitorado/Participação   | 9 422 | 71,32 / 100,00  | 10,19 |            |         |